# Boolathana
Boolathana là một chi nhện trong họ Trochanteriidae.